# Tòa Khâm sứ Hà Nội

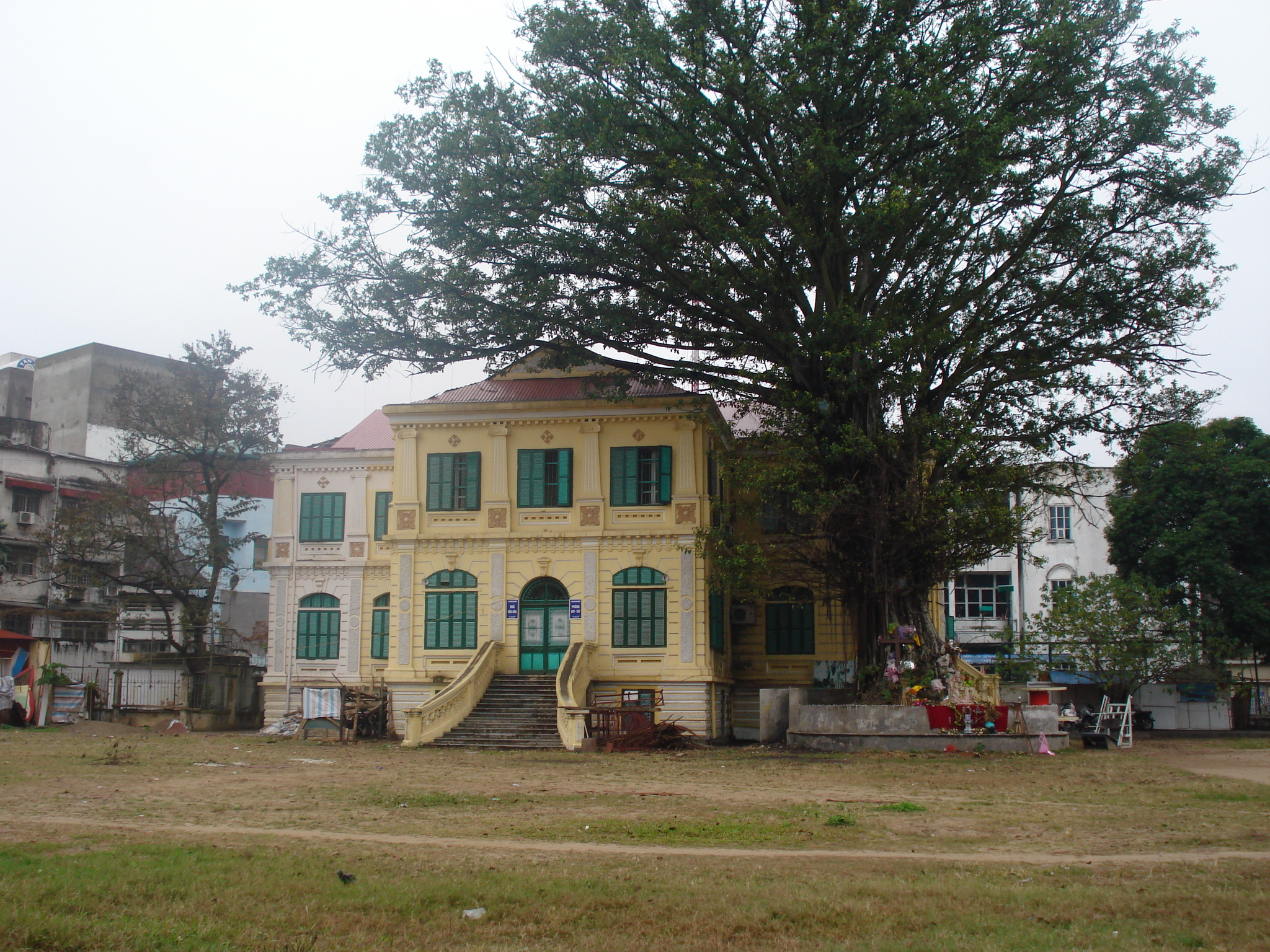
Khu đất 42 Nhà chung đầu năm 2007 (tòa khâm sứ Hà Nội cũ)

Tòa Khâm sứ Hà Nội là tòa nhà tọa lạc tại số 42 phố Nhà Chung, quận Hoàn Kiếm, Thủ đô Hà Nội. Đây từng là nơi được dùng làm trụ sở đại diện của Tòa Thánh Vatican tại Việt Nam từ năm 1951 đến 1959. Hiện nay tòa nhà này là Thư viện Quận Hoàn Kiếm, và khu đất xung quanh là vườn hoa Hàng Trống. Mảnh đất này ở gần Tòa Tổng giám mục Hà Nội và Nhà thờ Lớn Hà Nội.

## Lịch sử
Theo Giáo hội Phật giáo Việt Nam, từ thời Hoàng đế Lý Thành Tông (1057) tới trước năm 1883, cả Nhà thờ Lớn Hà Nội và Tòa Khâm sứ Hà Nội đều nằm trên khu đất của chùa Báo Thiên trước đây, một ngôi chùa nổi tiếng do vua xây.
Tuy nhiên, sách Từ điển Hà Nội địa danh viết chùa Báo Thiên đến cuối thế kỷ 18 đã bị phá hủy và nền chùa cũ trở thành đất họp chợ trước khi chuyển giao cho nhà thờ. Sách Tang thương ngẫu lục viết nền cũ của tháp bị đắp núi đất phủ lên, sau một thời gian "người ta lại bỏ chùa để làm chợ Báo thiên, dùng các núi đất làm chỗ để xử tử người tội".
Năm 1922, Giáo hoàng Piô XI cử Giám mục Lécroart, Dòng Tên, nguyên Giám mục Giáo phận Thiên Tân (Tientsin), Trung Hoa, làm Khâm sai Tòa Thánh đi quan sát tình hình các giáo phận ở Đông Dương, đặc biệt về cách tổ chức các chủng viện và chương trình học vấn.
Ngày 25 tháng 5 năm 1925, Giáo hoàng Pio XI đã cho lập Tòa Khâm sứ Đông Dương và Thái Lan, và cử Giám mục Constantino Ayuti (1876-1928) làm Khâm sứ tại Đông Dương, chính yếu là tại Việt Nam. Ban đầu, Giám mục Ayuti đặt văn phòng tạm tại Tòa Giáo phận Hà Nội. Nhưng vào lúc bấy giờ, Hà nội mặc dù giữ vị trí quan trọng nhưng không phải là kinh đô, vì vậy, trụ sở Tòa Khâm sứ ở Đông Dương đã được xây cất gần Nhà thờ chính tòa Phủ Cam, Huế, vì nơi đây mới là kinh đô của Việt Nam. Liên tục trong 25 năm sau đó, các Khâm sứ kế vị là Giám mục Columban Dreyer (1928-1937) và Giám mục Antonin Drapier (1937-1950) đều đặt Toà Khâm sứ tại Huế.
Năm 1945, Việt Nam tuyên bố độc lập, Hà Nội trở thành thủ đô của nước Việt Nam. Năm 1950, Giáo hoàng Piô XII đã bổ nhiệm Giám mục John Dooley, người Ireland, làm Khâm sứ tại Đông Dương. Vì lúc đó Huế không còn là thủ đô của Việt Nam nữa, Khâm sứ Dooley đã quyết định dời trụ sở Toà Khâm sứ ra Hà Nội và đặt cạnh Toà Giám mục Hà Nội. Năm 1954, khi Việt Nam tạm bị chia cắt thành hai vùng tập kết quân sự để chuẩn bị Tổng tuyển cử theo Hiệp định Genève 1954, Khâm sứ Dooley vẫn ở lại Tòa Khâm Sứ tại Hà Nội cho đến năm 1959.

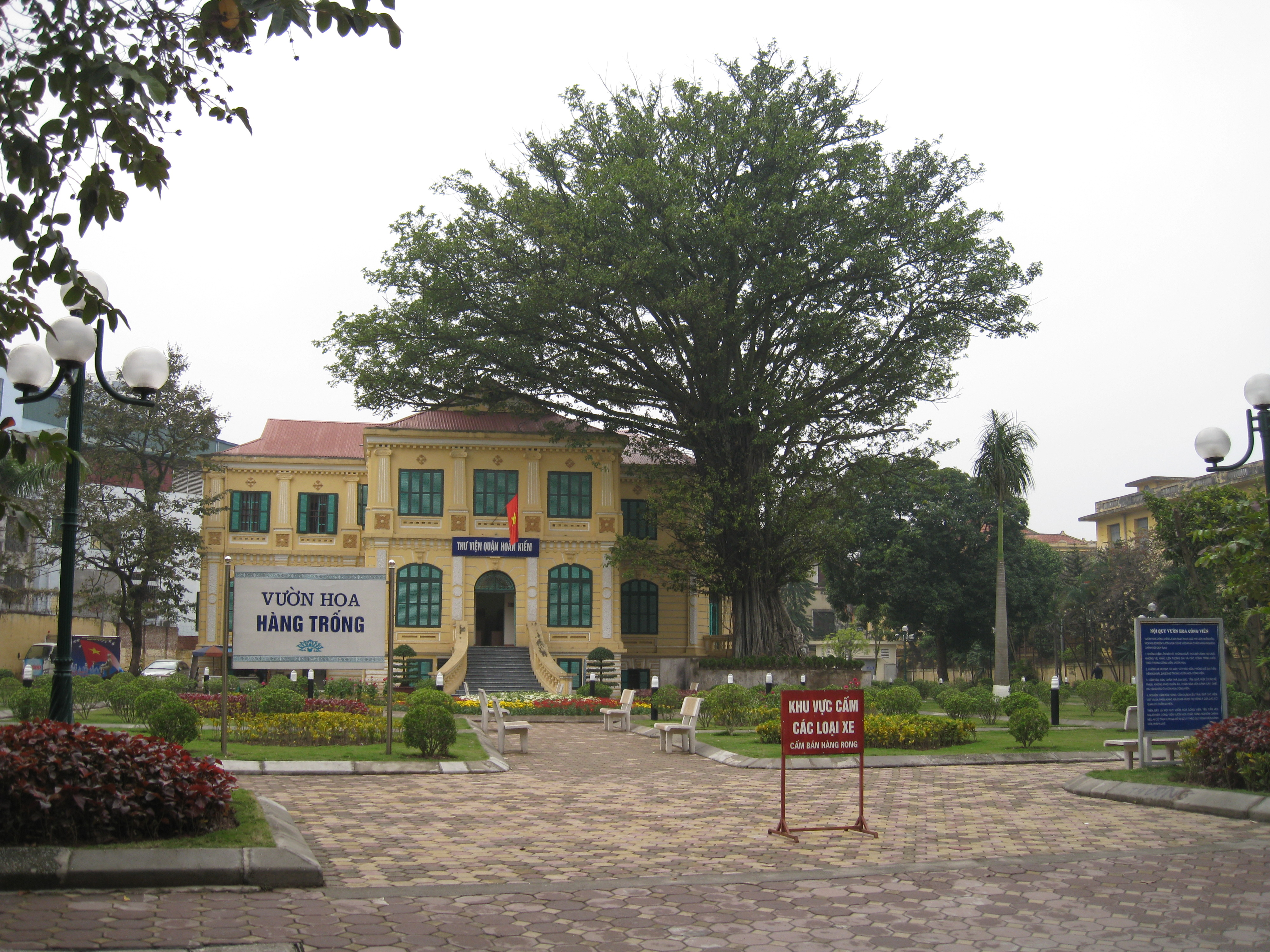
42 Nhà Chung, sau khi đã xây thành Vườn hoa Hàng Trống, ngày 28 tháng 1 năm 2010

Năm 1950, khi Hà Nội đã là thủ đô của Việt Nam, Khâm sứ Dooley chuyển trụ sở ra Hà Nội. Tuy nhiên, Trụ sở Tòa Khâm Sứ Hà Nội Tòa nhà nằm cạnh Toà Giám mục trong khuôn viên đất của Nhà thờ lớn Hà Nội (Nhà thờ Chính Toà của Tổng Giáo phận Hà Nội). Sau Hiệp định Genève 1954, Khâm sứ Dooley vẫn tiếp tục giữ cương vị đại diện của Tòa Thánh tại Hà Nội. Tới tháng 3 năm 1959, Khâm sứ Dooley chấm dứt nhiệm vụ do vấn đề sức khỏe. Linh mục người Ireland Terence O'Driscoll tạm thời lãnh đạo vị trí Khâm sứ trong lúc chờ lệnh từ Vatican. Tuy nhiên ngay sau đó vài tuần, Hà Nội đã trục xuất Cha O'Driscoll và giải tán văn phòng Khâm sứ.

## Vụ tranh chấp khu đất số 42 Nhà Chung năm 2007 và 2008

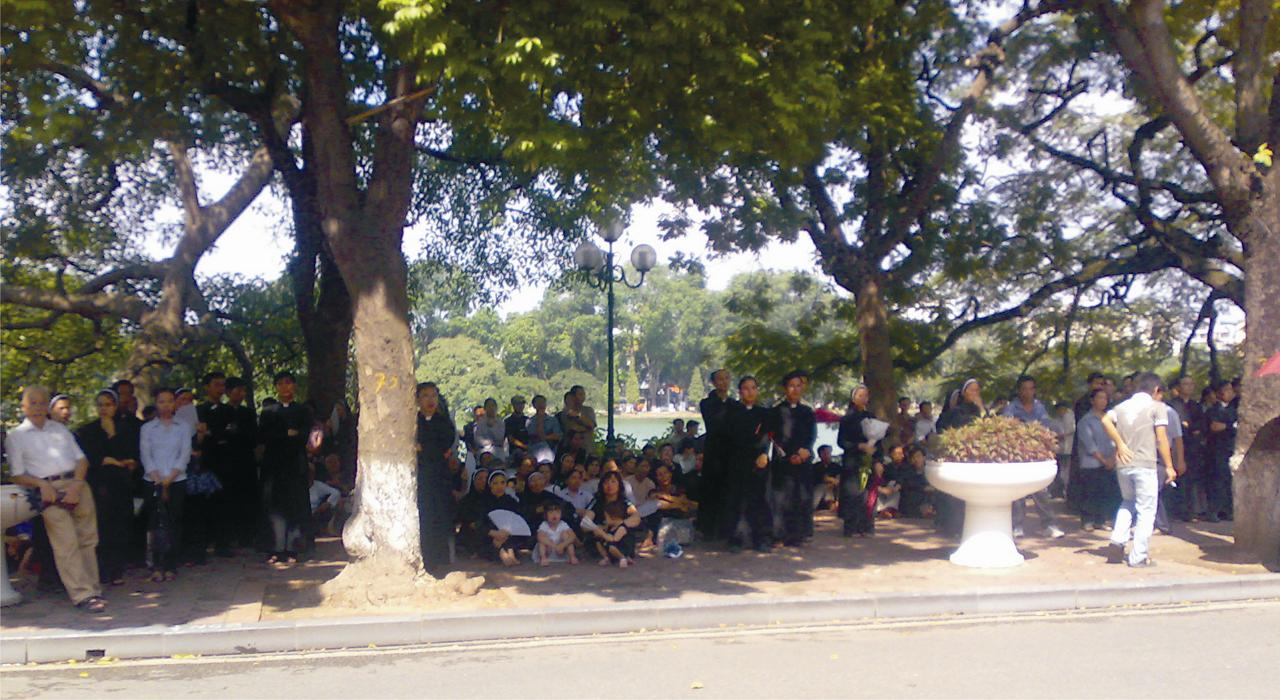
Giáo dân Hà Nội tụ tập trước cửa Hội đồng nhân dân TP Hà Nội để chờ nghe quyết định về tranh chấp đất đai tại 42 Nhà Chung, ngày 20 tháng 9 năm 2008

Chính quyền Việt Nam hiện cho rằng theo hồ sơ tài liệu về nhà đất đang lưu trữ tại Sở Tài nguyên - Môi trường và Sở Xây dựng, nguồn gốc nhà đất số 40a (nay là số 42) phố Nhà Chung thuộc thửa đất số 1472, mang bằng khoán điền thổ số 1765 khu Nhà thờ, trước đây có nguồn gốc do Hội truyền giáo ngoại quốc (Hội thừa sai Paris) quản lý và sử dụng. Sau khi Tòa Khâm sứ rời đi, khu đất này thuộc quản lý của Tòa Tổng Giám mục Hà Nội Ngày 24-11-1961, quản lý Tòa tổng giám mục Hà Nội là linh mục Nguyễn Tùng Cương tiến hành bàn giao qua Nhà nước Việt Nam Dân chủ Cộng hòa thống nhất quản lý. Phản bác lại điều này, Tòa tổng giám mục Hà Nội nói rằng Linh mục Nguyễn Tùng Cương chỉ là quản lý Tòa Giám mục lúc đó, không là chủ sở hữu tài sản, không có thẩm quyền quyết định tài sản của Giáo hội Công giáo. Linh mục Nguyễn Tùng Cương chỉ làm bản kê khai chứ không hiến, không có quyền hiến. Theo Giáo luật, Điều 1292 quy định thì chỉ có Giám mục giáo phận với sự thỏa thuận của Hội đồng Kinh tế, Hội đồng Tư vấn và những người quan thiết khi muốn chuyển nhượng một tài sản của Giáo phận. Hơn nữa, khi phía Tòa tổng giám mục Hà Nội và linh mục Linh mục Nguyễn Tùng Cương khi còn sống đã yêu cầu đối chứng về việc không có chữ ký của ông trên văn bản gọi là "hiến đất" thì phía chính quyền đã không làm rõ được vấn đề này.
Trước năm 2007, chính quyền Hà Nội và Tòa Giám mục đã có trao đổi với nhau nhiều lần về quy chế của khu đất 42 Nhà Chung nhưng chưa đạt được sự đồng thuận. Tới cuối năm 2007, khi chính quyền đơn phương tổ chức cải tạo khu đất thành vườn hoa và công viên, một số giáo sĩ mà đứng đầu là Tổng Giám mục Ngô Quang Kiệt đã huy động giáo dân cầu nguyện dài. Trong thời gian đó, một số bảo vệ trụ sở Văn hóa quận Hoàn Kiếm đã bị hành hung (không rõ ai làm), và tại Tòa tổng giám mục Hà Nội có biểu hiện của những côn đồ họ đến họ gây rối đối với những người đang cầu nguyện ở đó. Phía giới chức Công giáo cho rằng đó các linh mục, tu sĩ, và giáo dân thì vẫn cứ cầu nguyện một cách ôn hoà. Tuy nhiên, chính quyền đã hình sự hóa vụ việc khi quyết định khởi tố một số giáo dân về tội Hủy hoại hoặc cố ý làm hư hỏng tài sản và  Gây rối trật tự công cộng mà theo phía cơ quan điều tra, họ có đầy đủ bằng chứng cho thấy một số giáo dân đã có hành động quá khích, vi phạm pháp luật. Kết quả là cuối năm 2008, một số người đã phải ra hầu tòa về tội "gây rối trật tự công cộng".. Chính quyền cáo buộc một số linh mục, giáo dân (trong đó có không ít phụ nữ) đã dùng xà beng, kìm cộng lực, phá tường rào, ào vào chiếm đất và đặt tượng Đức Mẹ, gắn thánh giá, dựng lều và ở lì tại khu đất này.
Cả phía Tòa tổng giám mục Hà Nội lẫn chính quyền đều cho rằng mình đã đưa ra những chứng cớ pháp lý và lịch sử về quyền sở hữu hợp pháp đối với khu đất Tòa khâm sứ cũ. Phía Tòa Giám mục còn nhấn mạnh: Tòa tổng giám mục chưa bao giờ hiến, tặng nhà và đất khu Tòa Khâm sứ này cho bất cứ ai, bất cứ tổ chức hay chính quyền nào. Theo họ, khu đất Tòa khâm sứ đó là của Tòa giám mục Hà Nội cho Khâm sứ mượn, bây giờ không có khâm sứ ở nữa thì trả lại cho Tòa tổng giám mục vì rằng Khâm sứ đã viết thư cảm ơn và trả lại hẳn hoi. Như vậy, trước khi cho mượn, trong khi mượn và sau khi khâm sứ ra đi, thì chủ sở hữu hợp pháp của Tòa Khâm sứ vẫn là Tòa giám mục Hà Nội.
Tuy nhiên, phía chính quyền lại bác bỏ luận điểm này và cho rằng phía Tòa Giám mục không có đủ khế ước hợp pháp để đòi đất vì Tòa nhà Khâm sứ cũ chưa bao giờ thuộc quyền sử dụng của Tòa Tổng Giám mục Hà Nội. Họ cho rằng các khế ước lưu giữ tại Sở Tài nguyên và Môi trường và Sở Xây dựng Hà Nội đều chứng minh rằng Hội Thừa sai Paris Pháp mới là chủ sở hữu của khu đất, nhưng chưa bao giờ công bố ra công chúng về các khế ước này như họ tuyên bố. Theo hình ảnh được chụp về bằng khoán số 1765 của trang mạng vietcatholic.net, trong phần Hiện chủ được ghi rõ là Hội thừa sai Paris là chủ của khu đất này (liminaire des Missions étrangères dont le siège est à paris 128 Rue du Bac par autorité Hanoi-được tuyên bố rằng tài sản này thuộc về Hội thừa sai Paris, có trụ sở đặt tại số 128 phố Bac bởi chính quyền Hà Nội). Cuối cùng, vào năm 2009, chính quyền quyết định chuyển khu đất này làm công viên, vườn hoa.